# Леньки (Алтайский край)
Леньки — село в Благовещенском районе Алтайского края. Центр муниципального образования сельское поселение Леньковский сельсовет.

## География
В южной части посёлка находится станция Леньки Алтайского отделения Западно-Сибирской железной дороги, была открыта в 1953 г.
На западе села располагается озеро Леньки, разделённое на 2 половины насыпью железной дороги.

## История
Село Леньки было образовано в 1802 году, и его называли старым народным именем ― Норки. Переселенцы облюбовали место у реки, которая впоследствии стала озером Леньки. Некоторое время ее называли «деревня при озере Леньках». Затем поселение носило название деревня Леньковская, потом ей было дано официальное название Линево при оз. Леньки. Словосочетание «Линево озере» со временем отпало, остались Леньки. Деревня входила в состав Леньковской волости Барнаульского уезда Томской губернии. В январе 1903 года деревне присвоен статус села. К этому времени был построен храм с церковно-приходской школой, действовали торговые и винная лавки, ежегодно в ноябре проходила семидневная ярмарка.
В основе названия села-ойконима лежит гидроним, который обозначает, что в озере много рыбы линь. Замена буквы "и на «е» для языков Алтая является нормой. Форма множественного числа в наименовании села отражает общую особенность русской топонимики и топонимической системы Алтая в замене притяжательных форм формой множественного числа. Существует другая версия происхождения названия села: рыбы в озере было так много, что даже те рыбаки, которые слыли ленивыми, возвращались с уловом.
В 1928 году село Леньки состояло из 660 хозяйств, основное население — русские. Центр Леньковского сельсовета Благовещенского района Славгородского округа Сибирского края.

## Население
| 1959  | 1979  | 1997  | 1998  | 1999  | 2000  | 2001  |
| ----- | ----- | ----- | ----- | ----- | ----- | ----- |
| 8883  | ↘6198 | ↘4240 | ↘4183 | ↘4098 | ↘4077 | ↗4165 |
| 2002  | 2003  | 2004  | 2005  | 2006  | 2007  | 2008  |
| ↘4098 | ↘3882 | ↗3891 | ↘3812 | ↘3791 | ↘3712 | ↘3596 |
| 2009  | 2010  | 2011  | 2012  | 2013  |       |       |
| ↗3616 | ↘3342 | ↘3329 | ↘3306 | ↘3232 |       |       |

## Инфраструктура
В селе Леньки очень много магазинов. Есть небольшой храм. Впервые деревянный храм во имя святителя Николая Чудотворца в селе Леньки Славгородской епархии построили в Леньках между 1859 и 1886 годами. Затем в 1895 году возвели новый храм, также деревянный.
В 1891 году была открыта Леньковская церковно-приходская школа. С 1900 года при храме действовало приходское попечительство. Имелась церковная библиотека. В годы советской власти храм был закрыт, о судьбе здания сведений нет. ( Церковь была снесена в середине 50-х годов прошлого века. Материал от церкви пошел на строительство дома культуры, который находился почти напротив бывшей школы.) Вновь храм в селе стала действующим в 1990-х годах. В октябре 1999 года зарегистрирован приход, в приспособленном помещении устроен храм во имя святителя Николая Чудотворца.
В Леньках две школы, сельский совет, больница, культурный центр — дом культуры. Памятник архитектуры — это «маленькая» школа, как её называют местные жители.

## Известные уроженцы
В посёлке родились: 
- Константин Сергеевич Никитенко — Герой Социалистического труда, лётчик гражданской авиации.
- Григорий Викторович Ширяев — Герой Российской Федерации.